# 巴贝
巴贝是德国梅克伦堡-前波莫瑞州的一个市镇。总面积2.26平方公里，总人口816人，其中男性381人，女性435人（2011年12月31日），人口密度361人/平方公里。